# Plectochorus
Plectochorus is een geslacht van insecten uit de orde vliesvleugeligen (Hymenoptera) en de familie Ichneumonidae.

## Soorten
- P. debilis Townes, 1956
- P. himalayensis Lee, 1992
- P. iwatensis (Uchida, 1928)
- P. japonensis Lee & Suh, 1991
- P. longiareolus Lee, 1992
- P. longipropodeum Lee & Suh, 1991
- P. maltiae Lee, 1992
- P. nigrithorax Lee & Suh, 1991
- P. nilgiricus Lee, 1992
- P. ophioides Townes, 1956
- P. palauensis Townes, 1956
- P. taiwanensis Lee, 1992